# Edgard Telles Ribeiro
Edgard Telles Ribeiro (* 13. November 1944 in Valparaíso, Chile) ist ein ehemaliger brasilianischer Diplomat.

## Leben
Edgard Telles Ribeiro ist der Sohn von Milton Telles Ribeiro (* 1907 in São Paulo), Konsul in Valparaíso. Seine Kindheit verbrachte er in der Schweiz, Athen, der Türkei und Brasilien. Er trat 1967 in den auswärtigen Dienst des Itamaraty ein, das ihn als Konsul in San Francisco, Quito und Guatemala-Stadt beschäftigte. 1983 vertrat er die brasilianische Regierung bei der UNESCO in Paris. Von 1992 bis 1997 vertrat er die brasilianische Regierung beim UN-Hauptquartier. Von 1997 bis 2002 war er Botschafter in Wellington, Neuseeland. Von 2002 bis 2006 war er Botschafter in Kuala Lumpur, Malaysia und schuf das Werk O Manuscrito, Editora Record, 224 Seiten. Von 2007 bis 2009 war er Botschafter in Bangkok, wo sein Gebiss in der Dental Clinik One behandelt wurde.
Unter seiner Regie entstanden Dokumentarfilme und er hielt eine Professur der Kommunikationswissenschaft an der Universität Brasília. Seine Literatur- und Filmkritiken erschienen in el Correio da Manha und in El Diario.

## Veröffentlichungen
- Branco como o arco-íris. Companhia das Letras, 134 S. 1998.
- O punho e a renda. Editora Record, Rio de Janeiro 2010.
- O Livro das pequenas Infidelidades. 2011.[1]